# بقایای کاروانسرا
بقایای کاروانسرا مربوط به سده‌های میانه و متاخر دوران‌های تاریخی پس از اسلام است و در شهرستان کوثر، بخش فیروزآباد، دهستان سنجبد جنوبی، روستای افشار واقع شده و این اثر در تاریخ ۲۶ اسفند ۱۳۸۷ با شمارهٔ ثبت ۲۵۸۳۴ به‌عنوان یکی از آثار ملی ایران به ثبت رسیده است.